# SJ returns
《SJ Returns》為韓國綜藝節目，由Super Junior出演，節目以Super Junior八輯《PLAY》從回歸前120天開始進行的錄音花絮、練習室以及MV拍攝等為主軸。

於2018年11月5日播出第二季。

## 參與成員
| 姓名 | 生日           | 隊內擔任                           |
| 利特 | 1983年7月1日   | 隊長、副領Vocalist、副Dancer       |
| 希澈 | 1983年7月10日  | 主領Rapper、副Vocalist             |
| 藝聲 | 1984年8月24日  | 主Vocalist                         |
| 神童 | 1985年9月28日  | 主領Dancer、副領Rapper、副Vocalist |
| 銀赫 | 1986年4月4日   | 主Dancer、主Rapper                 |
| 始源 | 1986年4月7日   | 門面、副Vocalist、副領Dancer       |
| 東海 | 1986年10月15日 | 主領Dancer、主領Vocalist、副Rapper |

## 各集內容

### 第一週
| 集數 | 播放日期       | 節目內容               |
| 1    | 2017年10月9日  | 忠誠！銀赫回歸         |
| 2    | 2017年10月9日  | 銀赫兩年後的藝能回歸   |
| 3    | 2017年10月10日 | 慶祝銀赫歸來的聚餐     |
| 4    | 2017年10月10日 | SJ這條路必須走下去...  |
| 5    | 2017年10月11日 | 東京SMTOWN的SJ自拍方法 |
| 6    | 2017年10月11日 | SJ新專輯的第一次會議   |
| 7    | 2017年10月12日 | 會議逐漸離題...        |
| 8    | 2017年10月12日 | 翻看SJ的專輯史         |
| 9    | 2017年10月13日 | SJ在音樂節目的獲勝紀錄 |
| 10   | 2017年10月13日 | 藝聲從未說過的故事     |

### 第二週
| 集數 | 播放日期       | 節目內容                        |
| 11   | 2017年10月16日 | SJ成員好感度排名                |
| 12   | 2017年10月16日 | SJ成員認知度排名&新專輯預期成績 |
| 13   | 2017年10月17日 | 確立SJ規則1                     |
| 14   | 2017年10月17日 | 確立SJ規則2                     |
| 15   | 2017年10月18日 | 選擇座位                        |
| 16   | 2017年10月18日 | 檢查SNS                         |
| 17   | 2017年10月19日 | 討論主打歌的第一次會議1         |
| 18   | 2017年10月19日 | 討論主打歌的第一次會議2         |
| 19   | 2017年10月20日 | 新專輯第一次錄音1               |
| 20   | 2017年10月20日 | 新專輯第一次錄音2               |

### 第三週
| 集數 | 播放日期       | 節目內容                  |
| 21   | 2017年10月23日 | 新專輯第一次錄音3         |
| 22   | 2017年10月23日 | 讓金希澈變漂亮的計畫      |
| 23   | 2017年10月24日 | 討論主打歌的第二次會議1   |
| 24   | 2017年10月24日 | 討論主打歌的第二次會議2   |
| 25   | 2017年10月25日 | SJ第八張專輯主打歌公開    |
| 26   | 2017年10月25日 | 《不要像雨一樣離開》錄音1 |
| 27   | 2017年10月26日 | 《不要像雨一樣離開》錄音2 |
| 28   | 2017年10月26日 | 《不要像雨一樣離開》錄音3 |
| 29   | 2017年10月27日 | 《不要像雨一樣離開》錄音4 |
| 30   | 2017年10月27日 | 《不要像雨一樣離開》錄音5 |

### 第四週
| 集數 | 播放日期       | 節目內容                                 |
| 31   | 2017年10月30日 | 《Black Suit》蓄勢待發1                  |
| 32   | 2017年10月30日 | 《Black Suit》蓄勢待發2_舞蹈練習         |
| 33   | 2017年10月31日 | 《Black Suit》蓄勢待發3_希澈的煩惱和努力 |
| 34   | 2017年10月31日 | 新專輯封面照拍攝第一天1                  |
| 35   | 2017年11月1日  | 新專輯封面照拍攝第一天2                  |
| 36   | 2017年11月1日  | 新專輯封面照拍攝第二天                   |
| 37   | 2017年11月2日  | 《Black Suit》MV拍攝1                    |
| 38   | 2017年11月2日  | 《Black Suit》MV拍攝2                    |
| 39   | 2017年11月3日  | 《Black Suit》MV拍攝3                    |
| 40   | 2017年11月3日  | 《Black Suit》MV拍攝4                    |

### 第五週
| 集數 | 播放日期       | 節目內容                        |
| 41   | 2017年11月6日  | 讓金希澈變漂亮的計畫2           |
| 42   | 2017年11月6日  | Super Junior前往團結大會的途中1 |
| 43   | 2017年11月7日  | Super Junior前往團結大會的途中2 |
| 44   | 2017年11月7日  | Super Junior前往團結大會的途中3 |
| 45   | 2017年11月8日  | Super Junior前往團結大會的途中4 |
| 46   | 2017年11月8日  | Super Junior前往團結大會的途中5 |
| 47   | 2017年11月9日  | SJ團結大會：水上休閒活動1       |
| 48   | 2017年11月9日  | SJ團結大會：水上休閒活動2       |
| 49   | 2017年11月10日 | SJ團結大會：水上休閒活動3       |
| 50   | 2017年11月10日 | SJ團結大會：水上休閒活動4       |

### 第六週
| 集數 | 播放日期       | 節目內容                  |
| 51   | 2017年11月13日 | SJ團結大會：餐廳逃脫遊戲1 |
| 52   | 2017年11月13日 | SJ團結大會：餐廳逃脫遊戲2 |
| 53   | 2017年11月14日 | SJ團結大會：餐廳逃脫遊戲3 |
| 54   | 2017年11月14日 | SJ團結大會：餐廳逃脫遊戲4 |
| 55   | 2017年11月15日 | SJ團結大會：餐廳逃脫遊戲5 |
| 56   | 2017年11月15日 | SJ團結大會：餐廳逃脫遊戲6 |
| 57   | 2017年11月16日 | SJ團結大會：餐廳逃脫遊戲7 |
| 58   | 2017年11月16日 | SJ團結大會：餐廳逃脫遊戲8 |
| 59   | 2017年11月17日 | SJ團結大會：就寢時間      |
| 60   | 2017年11月17日 | 跟Super Junior共度的120天 |

### 幕後花絮
| 集數 | 播放日期       | 節目內容                       |
| 1    | 2017年11月20日 | Super Junior的遲到             |
| 2    | 2017年11月21日 | Super Junior的誘餌             |
| 3    | 2017年11月22日 | D&E LA自拍                     |
| 4    | 2017年11月23日 | 在練舞時發生的事               |
| 5    | 2017年11月24日 | 《不要像雨一樣離開》MV拍攝現場 |

### 未公開內容
| 播放日期      | 節目內容 |
| 2018年1月15日 | - 始源退伍那天！和成員共進午餐的始源，讓他在SJ公約立約書上蓋手印的成員們進行攻防戰 - 進行回歸宣傳會議的成員們，超多點子湧現(?)的SJ風宣傳會議 - SJ團結大會當晚，因為一個影子玩瘋、平均年齡33.333…歲的影子遊戲 - 即將入伍的老么圭賢，與成員共進最後一餐！SJ獨家送別老么歡送會 |

## 外部連結
- 官方網站：
- Official   VLIVE（页面存档备份，存于）
- SJ Returns（页面存档备份，存于）NAVER TV